# Associação Atlética Frangosul
A  Associação Atlética Frangosul  foi uma entidade desportiva, fundando em 1988, que desenvolveu um trabalho profissional no voleibol masculino.

## História
Um dos pioneiros e apontado como principal responsável pelos êxitos do Riograndense e da Frangosul nas décadas de 1980 e 1990 foi o professor Cilon Renato Orth, cujo projeto iniciou nas escolas do município do Vale do Caí no final da década de 1960, que originou a formação da equipe que tempos depois seria semifinalista no Mundial de Clubes.
O Cilon contava com o apoio de seu irmão Celso Orth, e também da torcida montenegrina nas conquistas, época que lotavam onze ônibus para acompanhar o time ainda amador nas partidas em Novo Hamburgo, e muito mais participativa nas partidas no Ginásio de Esportes Taninão, Montenegro, até mesmo fora do domicílio do time faziam seu papel sempre vibrante, principalmente  na conquista do bicampeonato gaúcho pelo Riograndense nos anos de 1981 e 1982 diante a Sogipa, realizadas no Grêmio Náutico União .
Outro colaborador da construção do time foi Adriano Oliveira, por causa de uma poliomielite diagnosticada com 15 meses de vida, nunca pode praticar o esporte, mas fora das quadras contribuiu muito, que teve um início modesto, assumindo aos 13 anos de idade a função de gandula e era remunerado com base no número de saques errados nos treinamentos, um incentivo a mais para os jogadores aprimorassem o fundamento,  com o passar do tempo já era técnico das categorias de base do Riograndense em 1984, sem remuneração trabalhava as equipes mirim e infantil.
Em 1985, Adriano participa da reunião onde foi discutida a ideia da profissionalização do time, sendo aprovado e com o nome de “Associação Atlética Frangosul”, o clube foi fundado em 25 de março de 1988, inscrito com CNPJ de número 91.108.860/0001-07, sendo promovido a supervisor (diretor do time), quando buscou reforços para a disputa do Campeonato Gaúcho e Campeonato Brasileiro, obtendo o título estadual e no nacional terminando na oitava posição na edição 1986, repetindo os títulos estaduais consecutivamente até o ano seguinte a 1992 e sexto lugar no campeonato nacional em 1988.
No início do projeto, o elenco teve ponteiro Luiz Fernando de Oliveira, e relatou que os principais adversários da época eram representantes de Caxias do Sul, São Leopoldo, Porto Alegre e Novo Hamburgo, tais equipes possuíam material humano superior, e contavam também com universidades, ao contrário do time montenegrino que tinha 90% dos atletas oriundos desta cidade.
O Frigorífico Frangosul, empesa da cidade, decidiu investir no voleibol, mas não acertou com o tradicional Riograndense, por isso passou a utilizar Ginásio Domingão , (Parque Centenário) na temporada de 1986, no ano seguinte é contratado com auxiliar técnico o Jorge Schmidt, que assumiria o cargo de técnico a partir de junho no mesmo ano e  na sequência disputou o Circuito Nacional de Voleibol, sediado em São Paulo, mesmo sendo considerada uma equipe modesta alcançou a quinta colocação entre todas as equipes profissionais do Brasil na ocasião, destacaram-se Bráulio José Vogt, Márcio Manfrim, Marcos Pacheco, Talmai Nagel, Boni, Joca, Alê, Carlinhos e Ari Jorge, conquistando o título do Campeonato Gaúcho.
Na história do time, alguns nomes tiveram passagens : Paulo Roese, Alexandre Sloboda, Celso da Silva. Bráulio, Hernani Dezotti, Paulinho, Gilson Bernardo,  Carlão.
O clube conquistou o  título do Campeonato Gaúcho,  o vice-campeonato da Liga Nacional, competição equivalente na época a Superliga Brasileira A e alcançou a medalha de prata no Campeonato Sul-Americano de Clubes de 1991 em Ribeirão Preto e obteve a quarta colocação no Campeonato Mundial de Clubes neste mesmo ano, disputado nas cidades de São Paulo e Porto Alegre.
Em 1992 o patrocinador se uniu a Sociedade Ginástica Novo Hamburgo, e trouxeram o campeão olímpico Paulão e a pedido do então presidente Flávio Wallauer o técnico Jorge Schmidt, auxiliado por Marcos Pacheco, trouxeram Carlão para o grupo,com novo auxiliar técnico o Fernando Rabello,  além de outros jogadores como Miguel Ranichevski, Jaílton Carvalho e  Márcio Poletto .
A Frangosul conquistou o campeonato no Campeonato Gaúcho de 1991 e foi semifinalista na Liga Nacional 1991-92, finalizando bronze.Permaneceu no mesmo clube que fez parceria com a Sociedade Ginástica Novo Hamburgo, resultando na alcunha Frangosul/Ginásticae conquistou o tricampeonato no Campeonato Gaúcho de 1992 e obteve o quarto lugar na Liga Nacional 1992-93.
Com alcunha Frangosul/Ginástica disputou as competições do período 1993-94 e conquista o título do Campeonato Gaúcho de 1993e na última edição da Liga Nacional, ocorrida nesta temporada, alcançou o quarto lugar novamente
Na temporada 1994-95 foi  novamente campeão do Campeonato Gaúcho em 1994e disputou a primeira edição da Superliga Brasileira A, na qual conquistou o inédito título nacional , e o  elenco do primeiro título da Superliga Brasileira era composto pelos jogadores: Carlão, Gilson, Roese, André Heller,Marcelo Fronckowiak, Márcio Poletto, Marcelo Wallauer, Miguel Ranichevski, Rafael Bagatini.
A temporada de 1995-96 conquista mais um título do Campeonato Gaúcho de 1995e alcançou o bronze na edição da correspondente Superliga Brasileira A e em maio de 1996 foi anunciada a dissolução.

## Títulos e resultados
Mundial de Clubes:
- Quarto posto: 1991[7]

 Campeonato Sul-Americano de Clubes:
- Vice-campeão:1991[5]

  Superliga Brasileira:
- Campeão: 1994-95 [8]
- Vice-campeão:1990-91[9]
- Terceiro posto:1991-92[9] e 1995-96 [9]
- Quarto posto:1992-93[9] e1993-94[9]

  Campeonato Gaúcho:
- Campeão:1986[1],1987[1],1988[1],1989[1],1990[1],1991[1],1992[3],1993[3] e 1994[3]